# Lappbilder
Lappbilder är en svensk svartvit stumfilm från 1906, producerad av N.E. Sterner och med foto av Robert Olsson.
Filmen är inspelad i Jämtlandsfjällen och skildrar samernas liv. Bland annat visas en renhjord, infångande av ren, selning och slakt. Filmen hade premiär den 31 mars på Göteborgs kinematograf och Stockholmspremiären ägde rum den 18 september samma år på Edison-Biografen.
Delar av filmen finns bevarade i Sveriges Televisions arkiv.